# Église Santo Strato a Posillipo
L'église Santo Strato a Posillipo est une église de Naples située dans le quartier du Pausilippe.

## Histoire et description
L'église est consacrée à saint Straton, dont la vénération est introduite par la communauté grecque de la ville originaire de Nicomédie. Il y a à l'origine une petite chapelle construite sur des ruines romaines. Elle laisse la place à une petite église en 1266, financée par trois jongleurs grecs.
Elle est transformée en une église plus grande en 1572 construite par Lionardo Bassi, supérieur du couvent de l'église San Giovanni Maggiore.
Elle est restaurée entre 1980 et 1982, après le tremblement de terre de 1980.
Des traces de l'ancien édifice médiéval sont encore visibles à l'intérieur.

## Source de la traduction
- (it) Cet article est partiellement ou en totalité issu de l’article de Wikipédia en italien intitulé « Chiesa di Santo Strato a Posillipo » (voir la liste des auteurs).